# Outcast Lady
Outcast Lady is een Amerikaanse dramafilm uit 1934 onder regie van Robert Z. Leonard. Destijds werd de film in Nederland uitgebracht onder de titel De uitgeworpene.

## Verhaal
De schone Iris March krijgt erg veel aandacht van het andere geslacht. Wanneer haar man zelfmoord pleegt tijdens hun huwelijksnacht, wordt zij daarvoor verantwoordelijk gehouden. Haar schoonfamilie heeft Iris echter niet verteld dat haar man naar de gevangenis moet.

## Rolverdeling
| Acteur                | Personage   |
| --------------------- | ----------- |
| Constance Bennett     | Iris        |
| Herbert Marshall      | Napier      |
| Mrs. Patrick Campbell | Eve         |
| Hugh Williams         | Gerald      |
| Elizabeth Allan       | Venice      |
| Henry Stephenson      | Maurice     |
| Robert Loraine        | Hilary      |
| Lumsden Hare          | Guy         |
| Leo G. Carroll        | Dr. Masters |
| Ralph Forbes          | Boy Fenwick |
| Alec B. Francis       | Truble      |